# Auswahl der Werke von John Singer Sargent

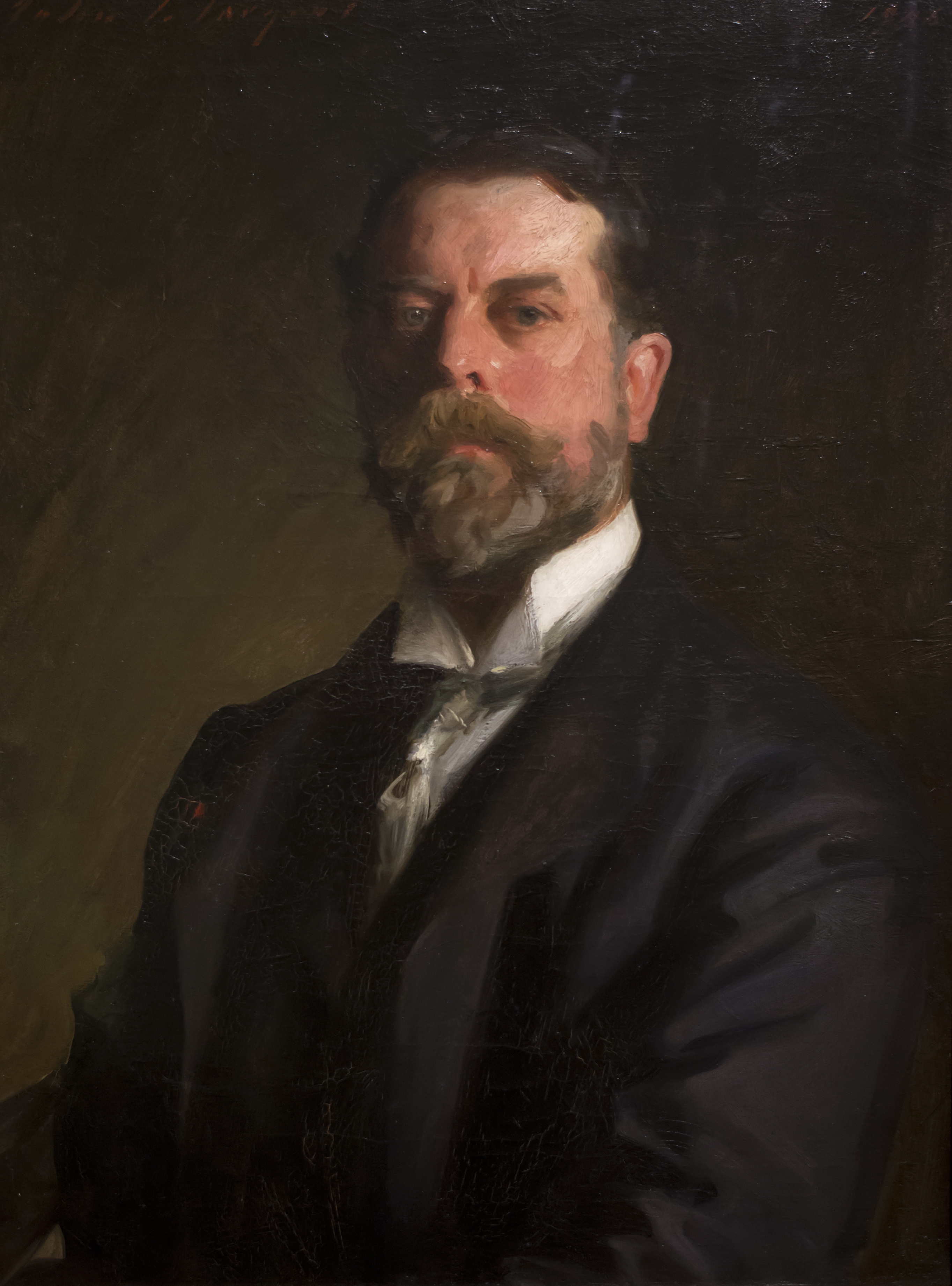
John Singer Sargent, Selbstporträt, 1906.

Im Folgenden ist eine nach Jahren geordnete Auswahl der Gemälde von John Singer Sargent (1856 – 1925) aufgeführt.
John Singer Sargent war ein US-amerikanischer Porträtist, der in Europa aufwuchs und den größten Teil seiner Lebenszeit auch in Europa verbrachte. Er war insbesondere um 1900 herum ein erfolgreicher und einflussreicher Maler. Zu den von ihm porträtierten Persönlichkeiten gehören zahlreiche Personen der britischen und US-amerikanischen Gesellschaft.
Zu seinem Lebenswerk gehören Wandgemälde, rund 900 Ölgemälde, ungefähr 2.000 Aquarelle sowie unzählige Skizzen und Kohlezeichnungen. Zu seinen bekanntesten Werken zählen seine Fresken in Boston, die Männer-Akte (zumeist als Zeichnungen) sowie die Gemälde Die Töchter des Edward Darley Boit, Porträt der Madame X, Mrs. Henry White, Nelke, Lilie, Lilie, Rose und das Spätwerk Vergast. Im Folgenden ist ein Querschnitt aus seiner gesamten Schaffensperiode aufgeführt.

## Gemälde

### Pariser Schaffensperiode
| Gemälde | Bezeichnung                                                                                     | Jahr    | Technik         | Größe                     | Sammlung                                                    | Anmerkung |
| ------- | ----------------------------------------------------------------------------------------------- | ------- | --------------- | ------------------------- | ----------------------------------------------------------- | --- |
|         | Träumender junger Mann (Young Man in Reverie)                                                   | 1878    | Öl auf Leinwand |                           |                                                             | |
|         | Kopf eines Capri-Mädchens (Head of a Capri Girl)                                                | 1878    | Öl auf Leinwand | 43,2 × 30,5 cm.           | Privatsammlung                                              | |
|         | Rosina                                                                                          | 1878    | Öl auf Leinwand |                           |                                                             | Zeigt Sargents Muse Rosina Ferrara |
|         | Nackter Junge am Strand (Nude Boy on the Beach)                                                 | 1878    | Öl auf Leinwand |                           | Tate Gallery, London                                        | |
|         | Capri                                                                                           | 1878    | Öl auf Leinwand | 50,8 × 63,5 cm.           | Warner Collection of Gulf States Paper Corporation, Alabama | |
|         | Dans les Oliviers, Rosina Ferrara                                                               | 1878    | Öl auf Leinwand |                           |                                                             | Zeigt Sargents Muse Rosina Ferrara |
|         | Carmela Bertagna                                                                                | 1879    | Öl auf Leinwand | 59,7 × 49,5 cm.           | Columbus Museum of Art, Ohio                                | |
|         | Carolus-Duran                                                                                   | 1879    | Öl auf Leinwand | 116,8 × 95,9 cm.          | Sterling and Francine Clark Art Institute, Massachusetts    | Carolus-Duran unterrichtete John Singer Sargent ab 1874 für einige Jahre.                                                                                                   |
|         | Édouard Pailleron                                                                               | 1879    | Öl auf Leinwand | 127 × 94 cm               | Musée National du Château de Versailles                     | |
|         | Jean-Joseph Marie Carriès                                                                       | 1880    | Öl auf Leinwand |                           |                                                             | |
|         | Fumée d’Ambre Gris                                                                              | 1880    | Öl auf Leinwand | 138,1 × 90,6 cm           | Sterling and Francine Clark Art Institute                   | Sargent zeigte das Genre-Gemälde 1880 während des Salon de Paris. |
|         | Porträt von Madame Edouard Pailleron                                                            | 1880    | Öl auf Leinwand |                           |                                                             | Sargent zeigte das Porträt 1880 während des Salon de Paris. |
|         | Madame Ramon Subercaseaux                                                                       | 1880    | Öl auf Leinwand | 165,1 × 109,9 cm          | Privatsammlung                                              | Sargent erhielt den Auftrag des chilenischen Malers Subercaseaux, seine Frau zu malen, nachdem das Ehepaar Subercaseaux Fumée d'Ambre Gris im Pariser Salon gesehen hatten. |
|         | Spanische Tänzerin (Spanish Dancer)                                                             | 1880–81 | Öl auf Leinwand |                           |                                                             | |
|         | Porträt von Edouard und Marie-Louise Pailleron (Portrait of Edouard and Marie-Louise Pailleron) | 1881    | Öl auf Leinwand | 152,4 × 175,3 cm.         | Des Moines Art Center, Iowa                                 | |
|         | Dr. Pozzi at Home                                                                               | 1881    | Öl auf Leinwand | 201,6 × 102,2 cm.         | Hammer Museum, Los Angeles                                  | Dr. Pozzi at Home war das erste Gemälde, dass Sargent in der Londoner Royal Academy of Arts zeigte.                                                                         |
|         | Vernon Lee                                                                                      | 1881    | Öl auf Leinwand | 53,7 × 43,2 cm.           | Tate Gallery, London                                        | Vernon Lee war der Alias-Name von Violet Paget, einer Jugendfreundin von John Singer Sargent und seiner Schwester Emily.                                                    |
|         | Die Töchter des Edward Darley Boit (The Daughters of Edward Darley Boit)                        | 1882    | Öl auf Leinwand | 221,9 × 222,6 cm.         | Museum of Fine Arts, Boston, Massachusetts                  | |
|         | El Jaleo                                                                                        | 1882    | Öl auf Leinwand | 237 × 352 cm.             | Isabella Stewart Gardner Museum, Boston                     | Sargent zeigte das Genre-Gemälde 1882 während des Salon de Paris. |
|         | Dame mit Rose (Lady with the Rose)                                                              | 1882    | Öl auf Leinwand | 213 × 111 cm.             | Metropolitan Museum of Art, New York                        | Sargent zeigte das Porträt von Charlotte Louise Burckhard 1882 während des Salon de Paris.                                                                                  |
|         | Mrs. Henry White                                                                                | 1883    | Öl auf Leinwand | 220,98 × 139,70 cm.       | Corcoran Gallery of Art, Washington                         | Sargent zeigte das Gemälde 1884 erstmals während einer Ausstellung der Royal Academy, London.                                                                               |
|         | Porträt der Madame X (Madame Pierre Gautreau, geborene Virginie Avegno)                         | 1883–84 | Öl auf Leinwand | 208,6 × 109,9 cm.         | Metropolitan Museum of Art, New York                        | Das Porträt wurde im Salon de Paris des Jahres 1884 ausgestellt und sehr kontrovers aufgenommen. Der Misserfolg führte dazu, dass Sargent sich in London niederließ.        |
|         | Madame Paul Poirson                                                                             | 1885    | Öl auf Leinwand | Detroit Institute of Arts |                                                             | |

### Londoner Schaffensperiode
| Gemälde | Bezeichnung                                                                 | Jahr     | Technik         | Größe                        | Sammlung | Anmerkung                                                                                              |
| ------- | --------------------------------------------------------------------------- | -------- | --------------- | ---------------------------- | --- | --- |
|         | The Misses Vickers                                                          | 1884     | Öl auf Leinwand |                              | Sheffield City Art Galleries, Sheffield, South Yorkshire                                                                           | Erste Auftragsarbeit der Londoner Schaffensperiode, mit der sich Sargent eine neue Klientel erschloss. |
|         | Carnation, Lily, Lily, Rose                                                 | 1885–86  | Öl auf Leinwand | 174 × 153,7 cm.              | Tate Gallery, London | |
|         | Robert Louis Stevenson und seine Frau                                       | 1885     | Öl auf Leinwand | 52,1 × 62,2 cm.              | Crystal Bridges Museum of American Art, Bentonville                                                                                | |
|         | Sir Edmund Gosse                                                            | 1886     | Öl auf Leinwand | 54,6 × 44,5 cm.              | National Portrait Gallery, London                                                                                                  | |
|         | Robert Louis Stevenson                                                      | 1887     | Öl auf Leinwand | 50,8 × 61,6 cm.              | Taft Museum of Art, Ohio | |
|         | Elizabeth Allen Marquand                                                    | 1887     | Öl auf Leinwand |                              | Princeton University Art Museum | Die erste US-amerikanische Auftragsarbeit für John Singer Sargent                                      |
|         | Alice Vanderbilt Shepard                                                    | 1888     | Öl auf Leinwand | 73,7 × 58,4 cm.              | Private collection | |
|         | Isabella Stewart Gardner                                                    | 1888     | Öl auf Leinwand | 190 × 81,2 cm.               | Isabella Stewart Gardner Museum, Massachusetts                                                                                     | |
|         | Mrs. Adrian Iselin                                                          | 1888     | Öl auf Leinwand |                              | National Gallery of Art, Washington, D.C.                                                                                          | |
|         | Paul Helleu beim Skizzieren mit seiner Frau                                 | 1889     | Öl auf Leinwand | 66,4 × 81,6 cm.              | Brooklyn Museum, New York | |
|         | Ellen Terry als Lady Macbeth                                                | 1889     | Öl auf Leinwand | 87 × 45 in (221 × 114,3 cm.) | Tate Britain | |
|         | Gabriel Fauré                                                               | ca. 1889 | Öl auf Leinwand |                              | Paris Museum of Music | |
|         | Nicola D'Inverno                                                            | 1892     | Öl auf Leinwand |                              | | |
|         | Lady Agnew of Lochnaw                                                       | 1892     | Öl auf Leinwand | 127 × 101 cm.                | Scottish National Gallery, Edinburgh                                                                                               | |
|         | Violet Hammersley, Ehefrau von Hugh Hammersley                              | 1892–93  | Öl auf Leinwand |                              | Metropolitan Museum of Art, New York                                                                                               | |
|         | Eleonora Duse                                                               | ca. 1893 | Öl auf Leinwand | 58,4 × 48,3 cm.              | Herta and Paul Amir Collection | |
|         | Ada Rehan                                                                   | 1894–95  | Öl auf Leinwand |                              | Metropolitan Museum of Art, New York                                                                                               | |
|         | Frederick Law Olmsted                                                       | 1895     | Öl auf Leinwand | 232,1 × 154,3 cm.            | Biltmore Estate, North Carolina | |
|         | Catherine Vlasto                                                            | 1897     | Öl auf Leinwand |                              | Hirshhorn Museum and Sculpture Garden, Smithsonian Institution, Washington, D.C.                                                   | |
|         | Pauline Astor                                                               | 1898–99  | Öl auf Leinwand |                              | The William Morris Collection, on loan to The Huntington Library, Art Collections, and Botanical Gardens in San Marino, California | |
|         | The Wyndham Sisters: Lady Elcho, Mrs. Adeane, and Mrs. Tennant              | 1899     | Öl auf Leinwand | 292,1 × 213,7 cm             | Metropolitan Museum of Art, New York                                                                                               | |
|         | Ena and Betty, Daughters of Asher and Mrs Wertheimer                        | 1901     | Öl auf Leinwand | 185,4 × 130,8 cm             | Tate Gallery, London | siehe auch Wertheimer-Porträts                                                                         |
|         | Alfred Wertheimer                                                           | 1901     | Öl auf Leinwand | 163 × 115 cm                 | | |
|         | Alice Wernher, geborene Alice Sedgwick Mankiewicz                           | 1902     | Öl auf Leinwand |                              | | |
|         | Lady Evelyn Cavendish                                                       | 1902     | Öl auf Leinwand |                              | Chatsworth House, North Derbyshire.                                                                                                | |
|         | Lord Ribblesdale                                                            | 1902     | Öl auf Leinwand | 258,5 × 143,5 cm.            | National Gallery, London | |
|         | Mrs. Fiske Warren (Gretchen Osgood) und ihre Tochter Rachel                 | 1903     | Öl auf Leinwand |                              | Museum of Fine Arts, Boston | |
|         | Leonard Wood, Maverick in the Making 1882–1921                              | 1903     | Öl auf Leinwand |                              | National Portrait Gallery, Smithsonian                                                                                             | |
|         | Helen Vincent, Viscountess d'Abernon                                        | 1904     | Öl auf Leinwand | 158.8 × 108 cm.              | Birmingham Museum of Art, Alabama                                                                                                  | |
|         | Frank Swettenham, 8th King of Arms of the Order of St Michael and St George | 1904     | Öl auf Leinwand | 258 × 142,5 cm.              | Singapore History Gallery, National Museum of Singapore                                                                            | |
|         | Charles Spencer-Churchill, 9. Duke of Marlborough                           | 1905     | Öl auf Leinwand | 332,7 × 238,8 cm.            | Blenheim Palace | |
|         | Sybil Frances Grey, later Lady Eden                                         | 1905     | Öl auf Leinwand |                              | | |
|         | Dolce far niente                                                            | 1905–09  | Öl auf Leinwand | 41,3 × 71,7 cm.              | Brooklyn Museum | |
|         | Frederick Sleigh Roberts, 1st Earl Roberts                                  | 1906     | Öl auf Leinwand |                              | National Portrait Gallery, London                                                                                                  | |
|         | Self-Portrait                                                               | 1906     | Öl auf Leinwand | 70 × 53 cm.                  | Uffizien, Florenz | |
|         | Lady Eden                                                                   | 1906     | Öl auf Leinwand |                              | Philadelphia Museum of Art, Philadelphia, PA, USA                                                                                  | |
|         | Lady Speyer                                                                 | 1907     | Öl auf Leinwand | 147,3 × 96,5 cm.             | Privatsammlung | |
|         | Almina, Tochter von Asher Wertheimer                                        | 1908     | Öl auf Leinwand | 134 × 101 cm.                | Tate Gallery, London | siehe auch Wertheimer-Porträts                                                                         |
|         | Lady Astor                                                                  | 1909     | 149.9 × 99 cm.  | Private collection           | | |
|         | Henry James                                                                 | 1913     | Öl auf Leinwand | 85,1 × 67,3 cm.              | National Portrait Gallery, London                                                                                                  | |
|         | John D. Rockefeller                                                         | 1917     | Öl auf Leinwand | 147,3 × 114,3 cm.            | Senator and Mrs. John D. Rockefeller IV                                                                                            | |
|         | Gassed (Gasvergiftet)                                                       | 1918     |                 |                              | Imperial War Museum, London | |
|         | Grace Elvina, Marchioness Curzon of Kedleston                               | 1925     | Öl auf Leinwand | 127 × 92,7 cm.               | Currier Gallery of Art, Manchester, NH                                                                                             | |

## Einzelbelege
1. ↑  Kilmurray, S. 71.
2. 1 2  Kilmurray, p. 69.
3. ↑  Kilmurray, S. 72.
4. ↑  Kilmurray, S. 86.
5. ↑  Kilmurray, S. 91.
6. ↑  Kilmurray, S. 39.
7. ↑  Kilmurray, S. 94.
8. ↑  Kilmurray, S. 98.
9. 1 2  Kilmurray, p. 101.
10. ↑  Kilmurray, S. 114.
11. ↑  Kilmurray, S. 120.
12. 1 2  Kilmurray, p. 136.
13. ↑  Kilmurray, S. 126.
14. ↑  Kilmurray, S. 144.
15. ↑  Kilmurray, S. 146.
16. ↑  JSS Gallery
17. ↑  Kilmurray, S. 157.
18. ↑  Kilmurray, S. 160.
19. ↑  Mrs. Fiske Warren (Gretchen Osgood) and Her Daughter Rachel. mfa.org, abgerufen am 23. Mai 2021 (englisch).
20. ↑  Kilmurray, S. 167.
21. ↑  Kilmurray, S. 169.
22. ↑  ABCGallery.com
23. ↑  Kilmurray, S. 171.
24. ↑  Kilmurray, S. 174.